# Archidiecezja Oristano
Archidiecezja Oristano – archidiecezja metropolitalna Kościoła rzymskokatolickiego we Włoszech, a dokładniej na Sardynii. Została erygowana w XI wieku. Od 3 lipca 2021 diecezja pozostaje w unii in persona episcopi z diecezją Ales-Terralba.

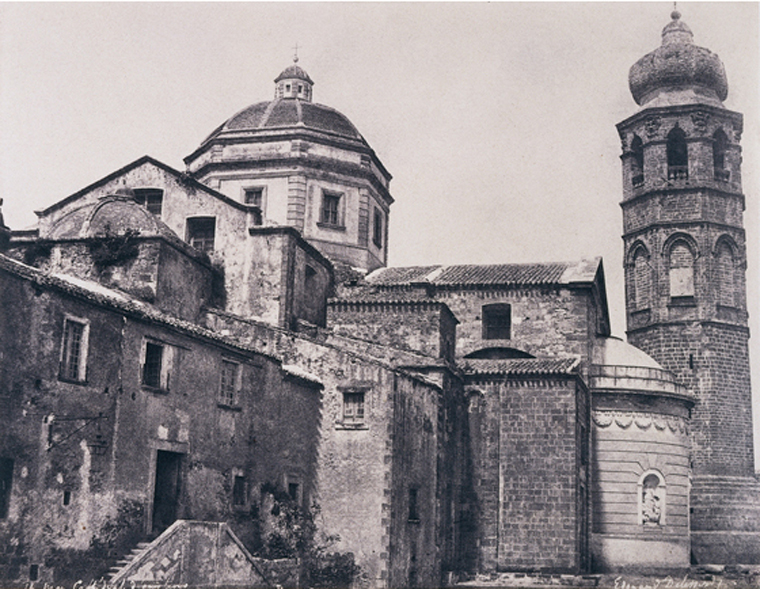
Archikatedra diecezjalna w 1854 roku